# Aïssata Deen Conté
Aïssata Deen Conté (* 4. September 2001) ist eine guineeische Leichtathletin, die sich auf den Sprint spezialisiert hat.

## Sportliche Laufbahn
Erste Erfahrungen bei internationalen Meisterschaften sammelte Aïssata Deen Conté im Jahr 2018, als sie bei den Olympischen Jugendspielen in Buenos Aires im 400-Meter-Lauf startete und dort in der ersten Runde disqualifiziert wurde. 2021 nahm sie dank einer Wildcard im 100-Meter-Lauf an den Olympischen Sommerspielen in Tokio teil und schied dort mit neuer Bestleistung von 12,43 s in der Vorausscheidungsrunde aus. Im Jahr darauf startete sie bei den Afrikameisterschaften in Port Louis und kam dort mit 12,92 s nicht über den Vorlauf hinaus.
2019 wurde Conte guineische Meisterin im 200-Meter-Lauf.

## Persönliche Bestleistungen
- 100 Meter: 12,43 s (+0,8 m/s), 24. April 2021 in Antalya
- 200 Meter: 26,22 s, 12. April 2019 in Conakry
- 400 Meter: 64,39 s, 24. Juli 2018 in Algier